# Santino Kenyi
Santino Kenyi Oreng (Juba, 14 agosto 1993) è un mezzofondista sudsudanese. Ha rappresentato il proprio paese in occasione dei Giochi olimpici a Rio de Janeiro 2016.

## Palmarès
| Anno | Manifestazione     | Sede           | Evento         | Risultato | Prestazione | Note |
| ---- | ------------------ | -------------- | -------------- | --------- | ----------- | ---- |
| 2015 | Giochi panafricani | Brazzaville    | 1500 m piani   | Batteria  | 4'04"14     |      |
| 2016 | Africani           | Durban         | 1500 m piani   | 10º       | 3'45"34     |      |
| 2016 | Africani           | Durban         | 4x400 m        | 8º        | 3'22"56     |      |
| 2016 | Giochi olimpici    | Rio de Janeiro | 1500 m piani   | Batteria  | 3'45"27     |      |
| 2017 | Mondiali di cross  | Kampala        | Corsa seniores | 117º      | 34'38"      |      |
| 2017 | Mondiali di cross  | Kampala        | A squadre      | 17º       | 381 p.      |      |
| 2018 | Africani           | Asaba          | 800 m piani    | Batteria  | 1'51"56     |      |
| 2018 | Africani           | Asaba          | 1500 m piani   | 7º        | 3'40"99     |      |